# Bernat Artola
Bernat Artola Tomàs (Castellón de la Plana, 20 décembre 1904 - Madrid, 8 mai 1958) est un poète espagnol d'expression catalane.

## Poésie
Selon Joan Fuster « avec une maîtrise précise du flux idiomatique, [Bernat Artola] travaille une poésie d'aspiration intellectuelle, et s'efforce d'atteindre et de reprendre le rythme pensif qui illumina celle d'Ausiàs March. Dans ses vers cependant, c'est la splendeur expressive qui vainc, bien au-dessus de la préoccupation conceptuelle. L'œuvre d'Artola a une grande qualité dans le cadre de la poésie valencienne, et répond à un monde sentimental complexe, nuancé et fin [...]. »

## Œuvres
- 1926 : Cant d'amor. Ausias, poème présenté aux Jeux floraux de Barcelone de 1926 sous le pseudonyme de « Bernat de Rafalafena »
- 1927 : Elegia. València, poème présenté aux Jeux floraux de Barcelone de 1927
- 1928 : Elegies
- 1933 : Santoral, en castillan
- 1935 : Terra
- 1941 : Festívoles
- 1945 : A l'ombra del Campanar
- 1947 : Poble
- 1947 : Llàntia viva
- 1950 : Tornaveu
- 1950 : Raons i paraules
- 1950 : El delme del temps
- 1950 : Miratges
- 1951 : Lledons
- 1951-1952 : Recés de solituds
- 1952 : Veus i cançons
- 1953 : Fulles del temps
- 1954-1956 : Collita
- 1968 : Olivera i Llorer